# Poemenesperus chassoti
Poemenesperus chassoti es una especie de escarabajo longicornio del género Poemenesperus, tribu Tragocephalini, subfamilia Lamiinae. Fue descrita científicamente por Breuning en 1966.
Se distribuye por Camerún. Mide aproximadamente 17 milímetros de longitud. El período de vuelo ocurre en el mes de octubre.